# 京ケ瀬駅

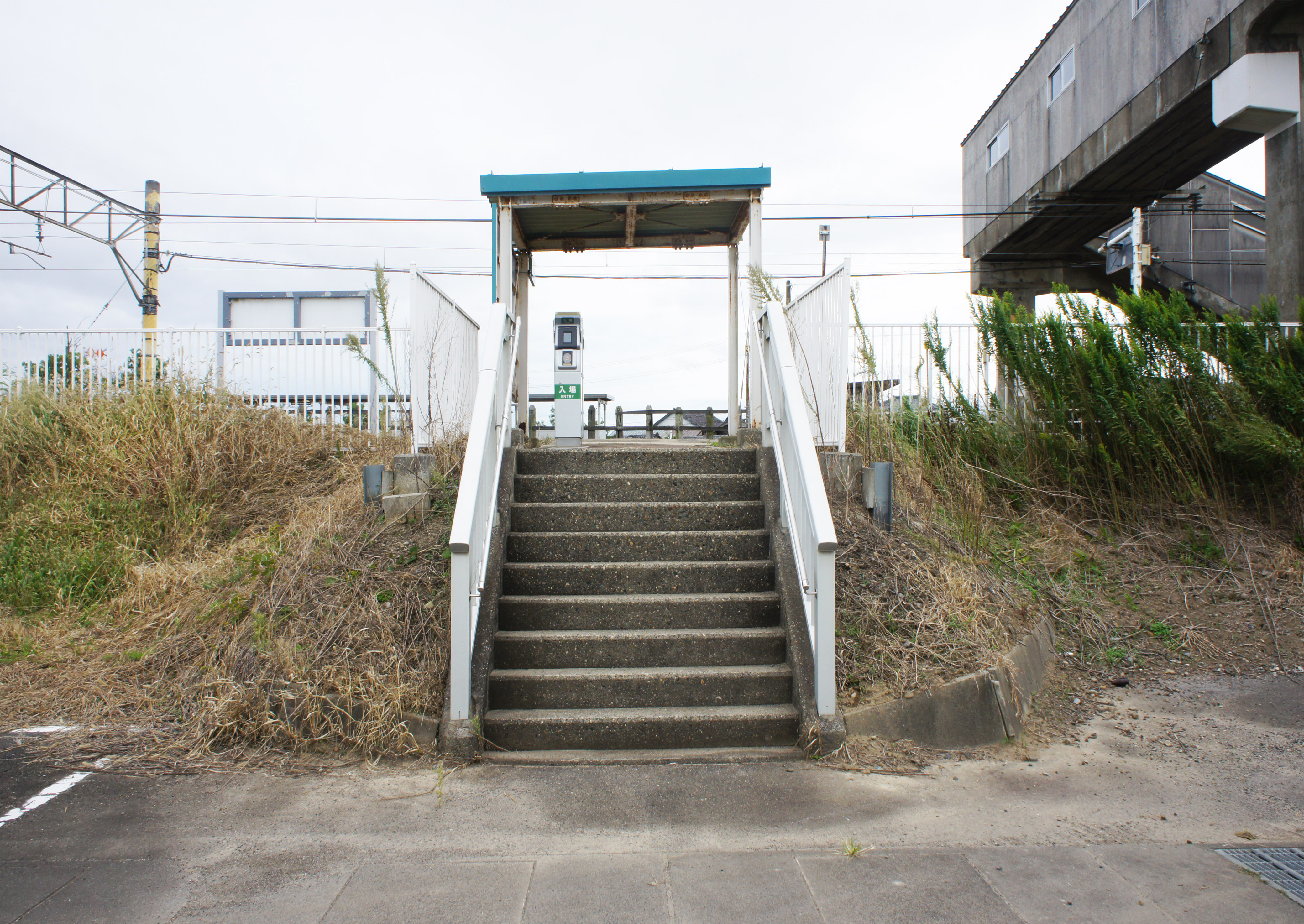
南口（2021年9月）

京ケ瀬駅（きょうがせえき）は、新潟県阿賀野市小河原（こがわら）にある、東日本旅客鉄道（JR東日本）羽越本線の駅である。

## 歴史
- 1943年（昭和18年）9月30日：京ヶ瀬信号場として開設[1]。
- 1962年（昭和37年）4月1日：駅に昇格し、京ケ瀬駅が開業[1]。
- 1972年（昭和47年）9月1日：無人化[2]。
- 1987年（昭和62年）4月1日：国鉄分割民営化により、JR東日本の駅となる[1]。
- 2008年（平成20年）3月15日：ICカード「Suica」の利用が可能となる[3][4]。

## 駅構造
相対式ホーム2面2線を有する地上駅である。両ホームは跨線橋によって連絡している。列車の行き違いがない場合は両方向の列車とも、北口駅舎に面する1番線から発着する。なお、2007年（平成19年）3月以降、定期列車で2番線から発着する列車はない。
新津駅管理の無人駅となっている。駅舎は待合室の機能のみで、簡易Suica改札機のほか、乗車駅証明書発行機、トイレ（簡易水洗式）などが設置されている。また、2番線に面して南口が設けられており、ホーム入口には簡易Suica改札機（入場用・出場用各1台）が設置されている。
北口駅前広場にはロータリー（車寄せ）、駐車場、駐輪場などが、南口駅前には駐輪場などが設けられている。この北口駅前広場は、旧京ヶ瀬村が新設合併し「阿賀野市」となったのに伴って計画された「新市建設事業」の一環で、2006年（平成18年）から2007年（平成19年）にかけて整備されたものである。

### のりば
| 番線 | 路線      | 方向 | 行先             |
| ---- | --------- | ---- | ---------------- |
| 1・2 | ■羽越本線 | 下り | 新発田・鶴岡方面 |
| 1・2 | ■羽越本線 | 上り | 新津方面         |

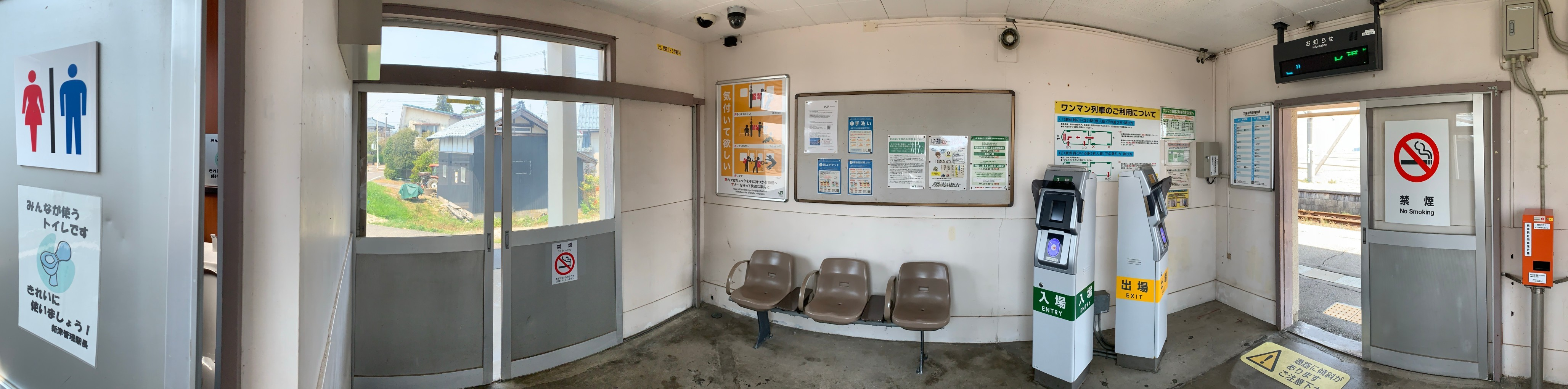
北口待合室（2020年5月）
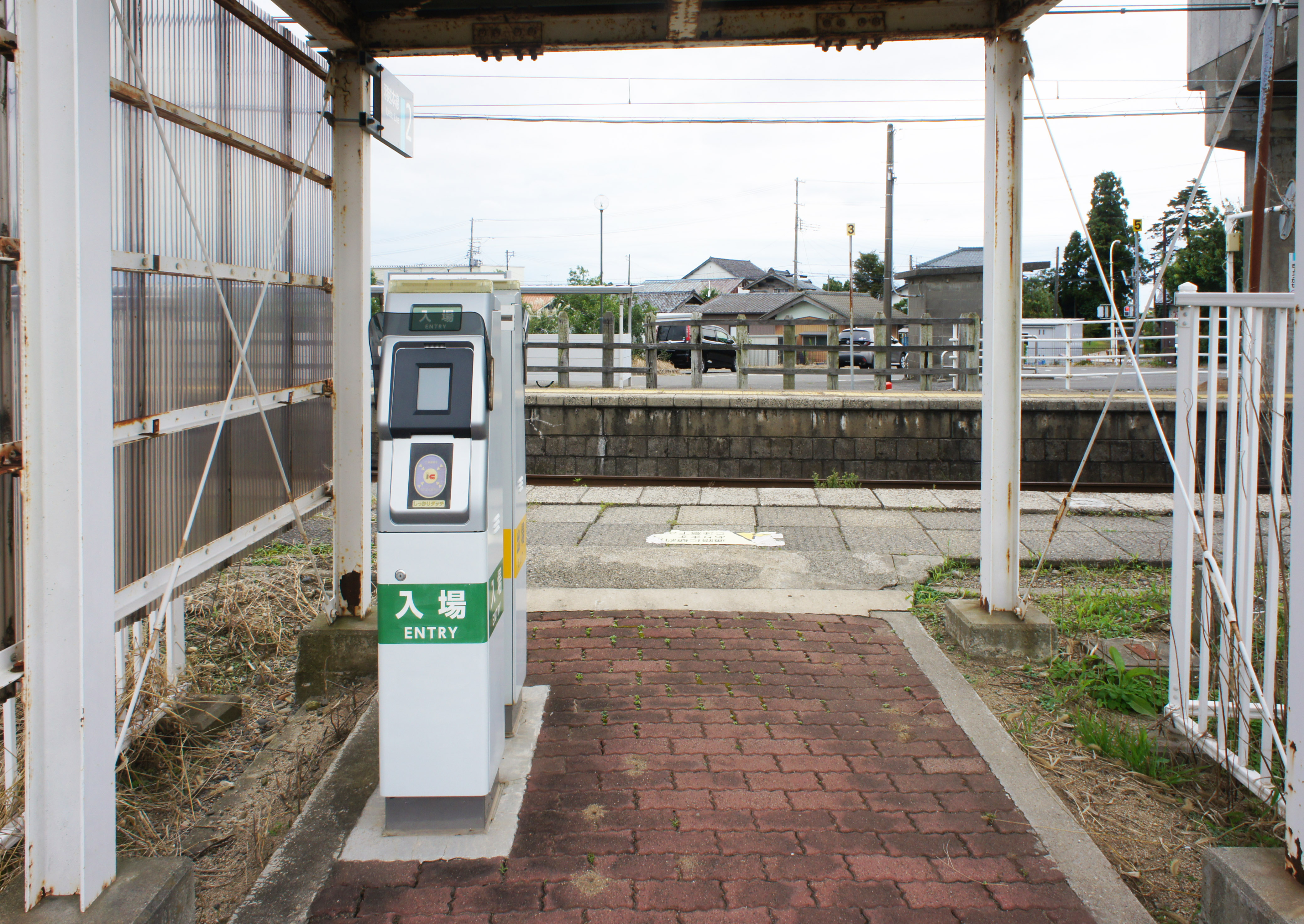
南口改札（2021年9月）
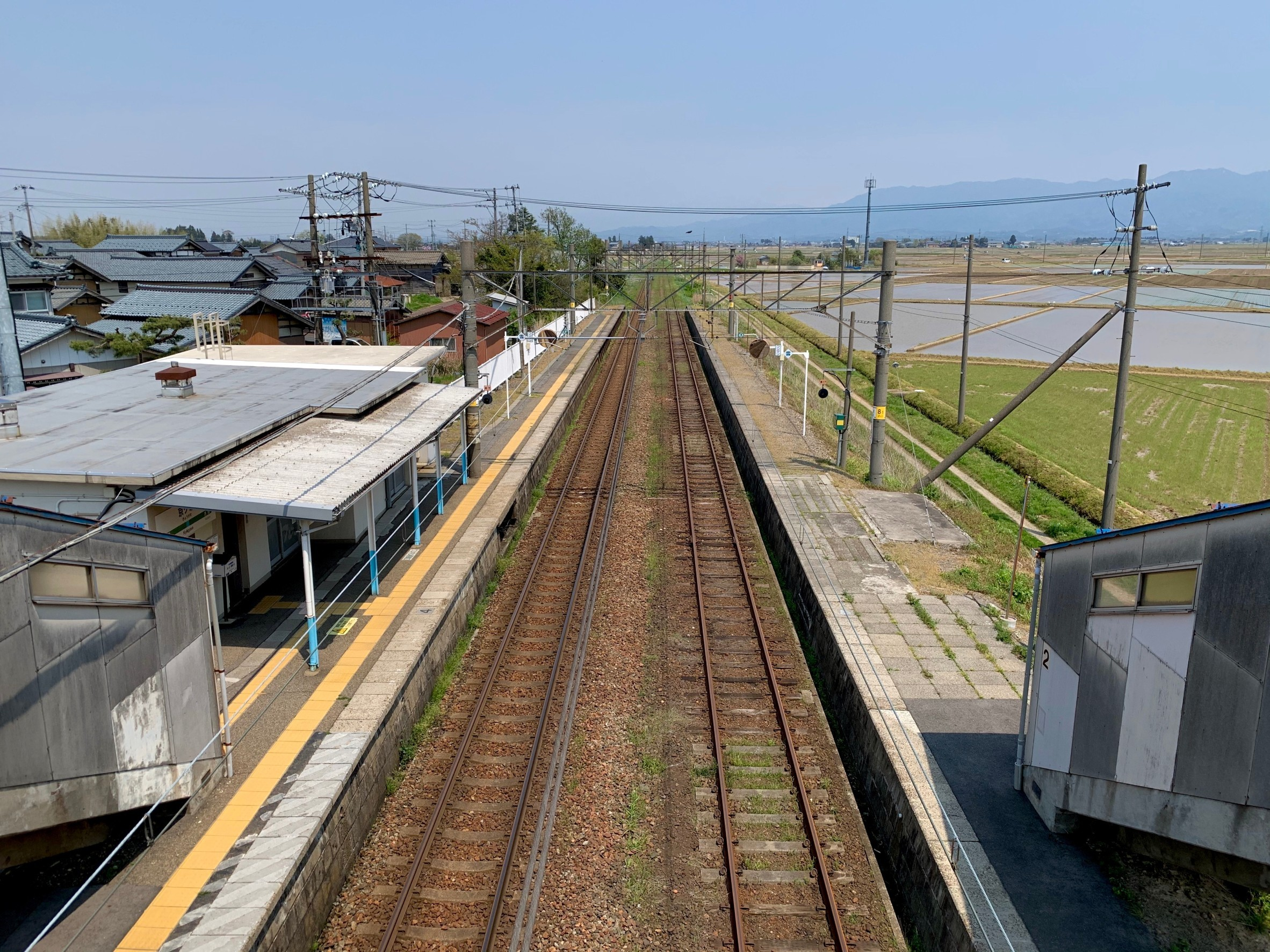
ホーム（2020年5月）

## 駅周辺
当駅は旧京ヶ瀬村内に位置し、村名を冠しているが、市役所京ヶ瀬支所（旧村役場）をはじめとした公共施設が多く並ぶ村の中心的地区は当駅から北へ約3 km離れた国道49号沿いにある。
当駅周辺の沿道には農家などの住宅が立ち並び、駅の南側は水田となっている。
- 国道460号
- 小河原簡易郵便局
- 阿賀野市京ヶ瀬工業団地

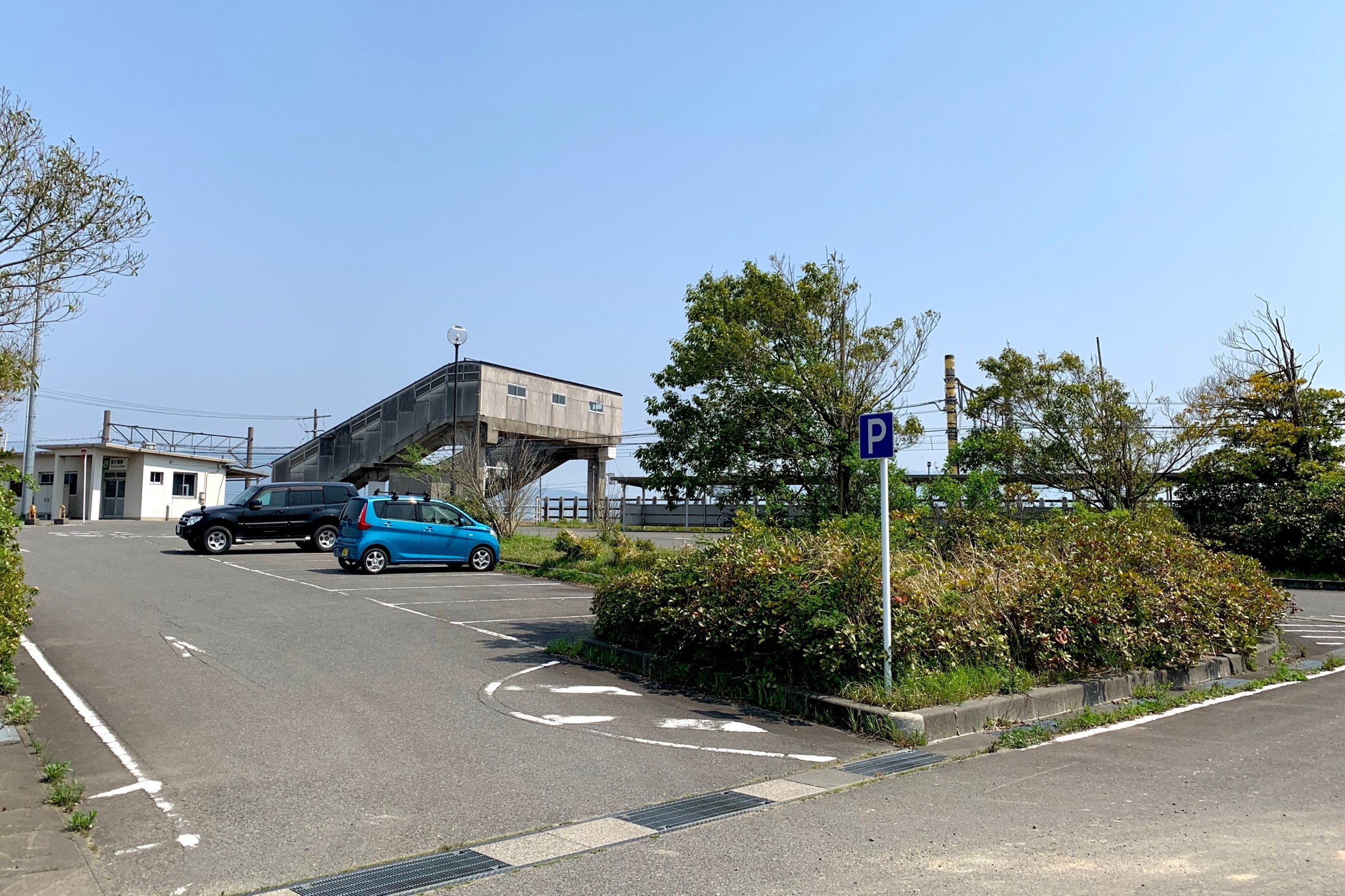
北口に整備された駐車場・駐輪場（2020年5月）
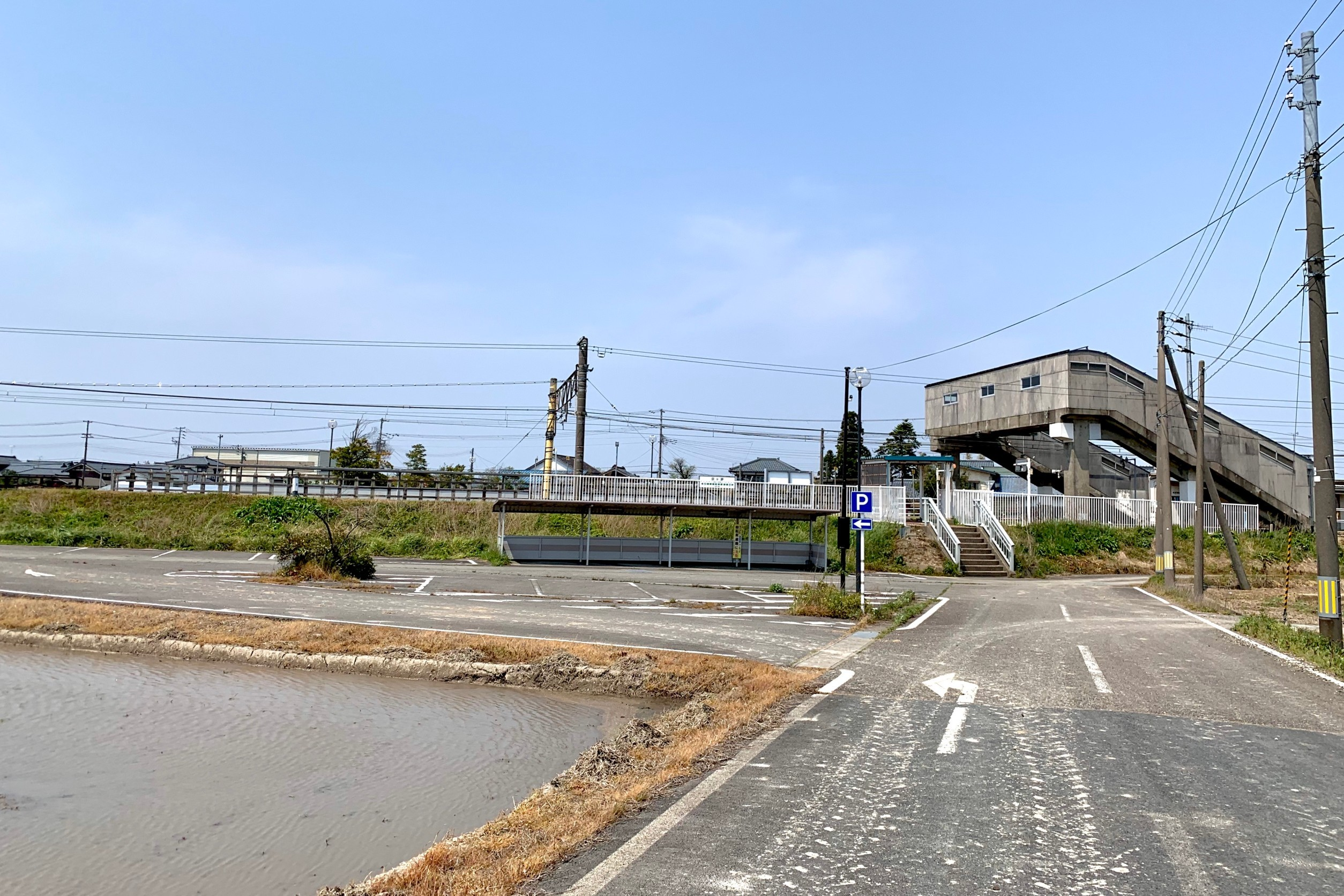
南口。最寄りの集落までは距離があり、駐車場・駐輪場が整備されている（2020年5月）
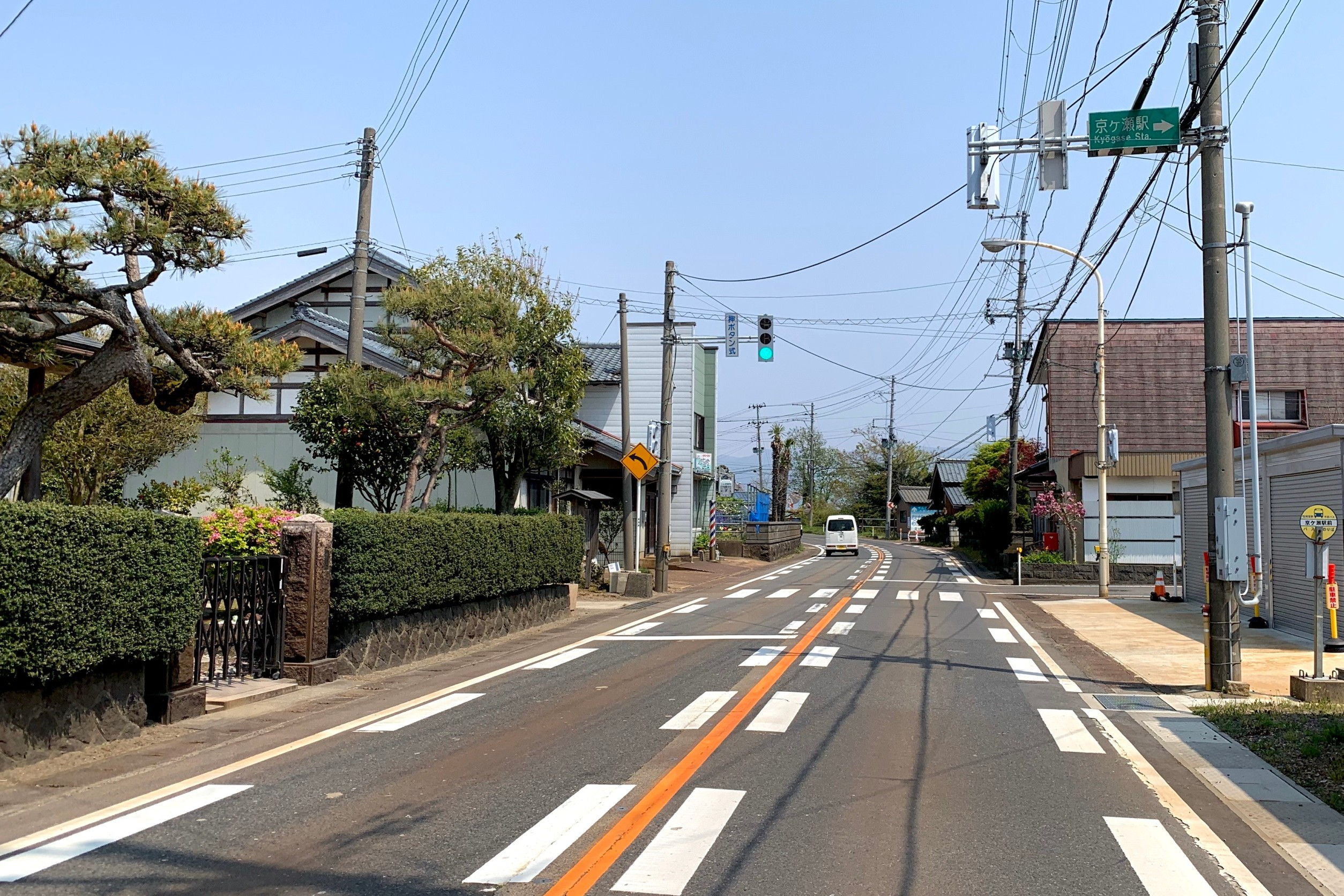
駅前を走る国道460号（2020年5月）

## バス路線

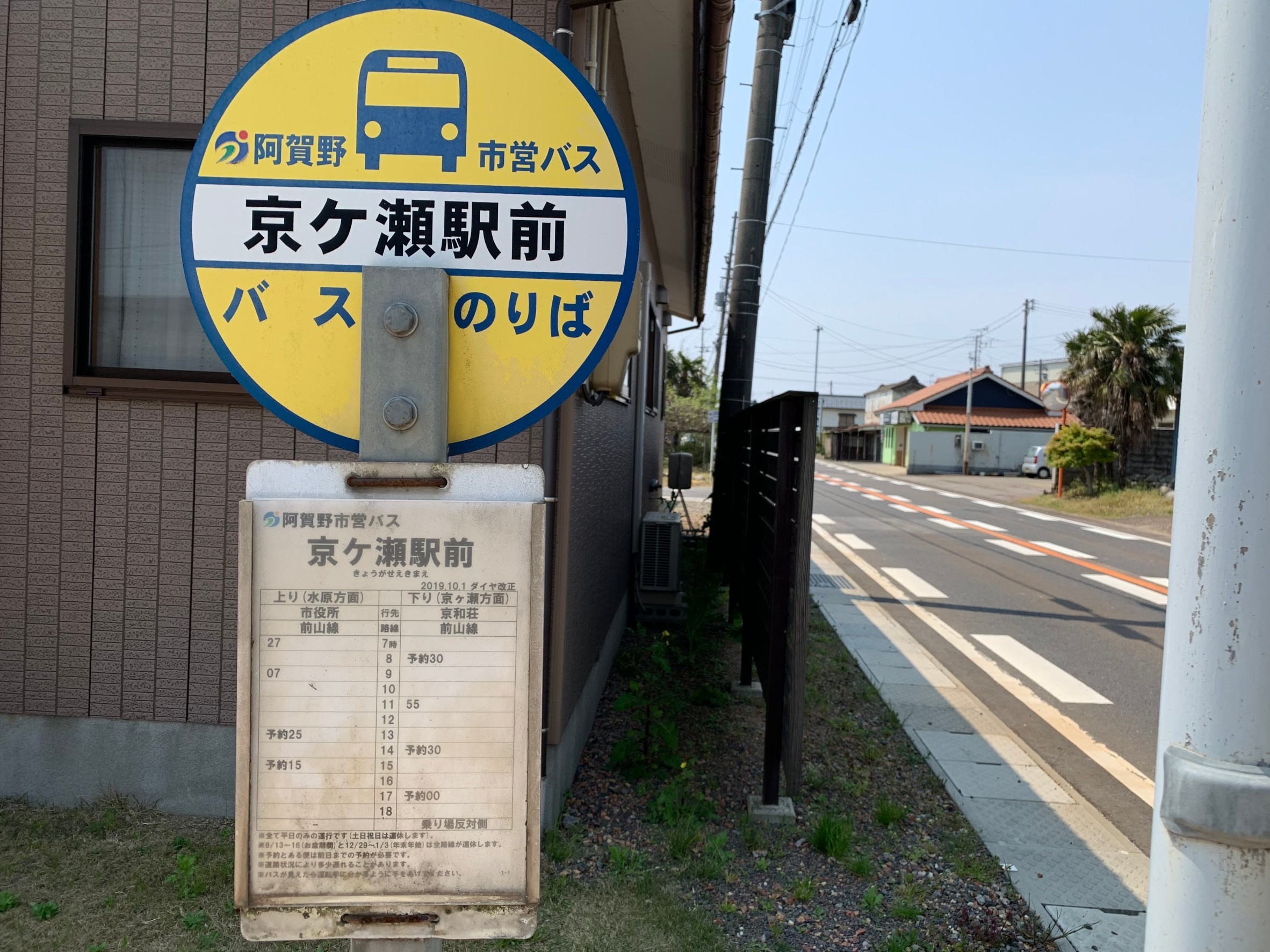
駅前すぐの国道460号に設置された阿賀野市営バス「京ケ瀬駅前」停留所（2020年5月）

2024年（令和6年）10月時点では、当駅前に「阿賀野市AIオンデマンドバス」のバス停があり、1路線が発着する。また、当駅から西へ約1.5 kmほどの京ヶ瀬工業団地内に新潟交通観光バス・京ヶ瀬営業所があり、2路線が発着する。
なお、「阿賀野市AIオンデマンドバス」は、2024年（令和6年）10月1日より、「阿賀野市営バス」の一部路線を移管したものである。
- 阿賀野市AIオンデマンドバス -「京ヶ瀬駅前」バス停[9]
  - 700 前山線[8]：予約制。平日のみ運行[9]。
- 新潟交通観光バス -「京ヶ瀬営業所」バス停
  - S95：新潟駅前・万代シテイ[10]
  - SK1：新津駅前[11]

## 隣の駅
東日本旅客鉄道（JR東日本）
■羽越本線
新津駅 - 京ケ瀬駅 - 水原駅